# Mosquiter elegant
La mosquiter elegant (Phylloscopus pulcher) és un ocell de la família dels fil·loscòpids (Phylloscopidae). El seu estat de conservació es considera de risc mínim.

## Hàbitat i distribució
Habita els boscos de coníferes, roures i rododendres, als Himàlaies, al nord de l'Índia des de Caixmir cap a l'est fins Arunachal Pradesh i cap al sud fins Manipur i Nagaland, sud-est del Tibet i centre de la Xina des de l'oest de Kansu, est de Tsinghai i Shensi, cap al sud, a través de Szechwan fins al nord de Yunnan.
 A l'hivern arriba fins al Sud-est Asiàtic.